# Heiliger Mauritius (Skulptur im Magdeburger Dom)

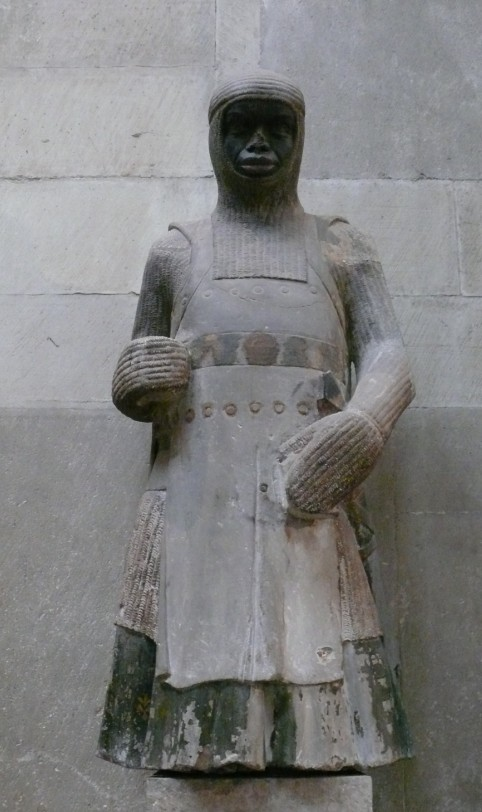
Mauritiusfigur – Gesamtansicht

Der Heilige Mauritius ist eine in Fragmenten überlieferte Sandsteinskulptur und entstand um 1240/50. Seit 1955 befindet sie sich im Chorraum des Magdeburger Doms. Es handelt sich hierbei um die früheste bekannte Darstellung eines dunkelhäutigen Heiligen  und ist zudem eine der eindrucksvollsten Skulpturen des deutschen Mittelalters.

## Werkbeschreibung/Ikonographie
Bei der Sandsteinskulptur aus der ersten Hälfte des 13. Jahrhunderts handelt es sich um die Darstellung des heiligen Mauritius als „Mohren.“ Sie wurde im Stückeltechnik-Stil zusammengesetzt, weshalb sie dem Meister des Magdeburger Reiters, auch Reitermeister genannt, zugeschrieben wurde, und ist ursprünglich in Farbe gefasst worden.
Seit den 1960er Jahren steht der Mauritius an der Innenseite des Chorquadratpfeilers, gegenüber der Skulptur der hl. Katharina, auf einem neuen Sockel.
Die eigentliche Größe des Werkes wird auf ca. 150 cm geschätzt, da es jedoch nur noch als Fragment vorhanden ist, hat die Skulptur eine letztendliche Höhe von 115 cm.
Bei dem überlieferten Fragment handelt es sich um den Torso des Dargestellten, die Beine sind abgeschlagen. Dass solche vorhanden waren, erkennt man deutlich an der Unteransicht der Statue, an der noch die Bruchkanten zu sehen sind. Man vermutet, dass das linke Bein in einer leicht vorgesetzten Position war und das rechte Bein als Standbein ausgelegt wurde.
Der Torso zeigt eine männliche Person in einer aufrechten Haltung. Die Arme liegen nahe am Körper, der rechte Arm ist um 90° angewinkelt und dessen Hand befindet sich in Griffposition. Der linke Arm ist ebenfalls leicht angewinkelt, die Hand liegt vor der Hüfte. Die Statue trägt eine zeitgenössische Rüstung mit einem Kettenhemd, einem ledernen Brustpanzer darüber und einen Rock. Das Kettenhemd bedeckt den gesamten Körper, einschließlich der Hände. Neben der Rüstung trug die Skulptur ursprünglich in ihrer angewinkelten Rechten eine Lanze, diese ist jedoch nicht mehr vorhanden, wie auch der Schild, der vermutlich an der Linken stand. Mehrere Dübellöcher und Bohrungen an den Händen weisen auf eben jene fehlenden Stücke und die Verwendung der Stückeltechnik hin. Obendrein ist die Skulptur auch noch mit einem Wehrgehänge ausgestattet, an dem sich rechts ein Dolch und links das obere Stück eines Schwertes befinden, der Rest des Schwertes ist abgebrochen. Der Rock fällt in vielen Falten und mit dessen Ende schließt das Fragment ab.
Die Farbreste an der Skulptur verweisen auf folgende Farbfassung: Die Rüstung ist ursprünglich vergoldet worden, der Rock wurde in einem Dunkelgrün gehalten, auf dem sich gleichmäßige goldene, von roten Quadraten umrahmte Vierblätter abzeichnen.
Nach einem weiteren Bruch des Fragments wurde der Kopf mitsamt Schulterpartie 1963 wieder neu aufgesetzt. Der Kopf ist von einer ebenfalls aus Ketten bestehenden Helmbrünne umhüllt. und lässt nur Augen-, Nase-, Mundpartien und einen schmalen Teil der Stirn frei.
Das Gesicht weist die ursprüngliche Farbfassung noch am stärksten auf: einen bläulich-schwarzen Ton mit dicken roten Lippen. Die Augen zeigen Reste weißer Farbe und haben eine dunkle Iris. Seine breite Nase ist auf ihrer rechten Seite leicht eingeschlagen.
Die Skulptur war 1943 als Schutz vor den alliierten Luftangriffen auf Magdeburg auf das Schenk’sche Gut in Flechtingen ausgelagert worden.

## Werkgeschichte

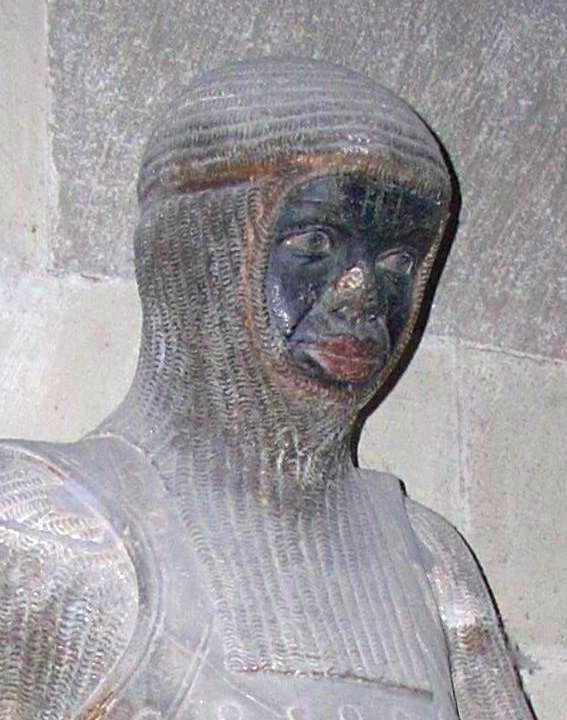
Kopf des hl. Mauritius

### Kontext
Die historische Einordnung der Statue des Mauritius erweist sich als äußerst schwierig oder gar unmöglich, da der ursprüngliche Kontext des Werkes nicht bekannt ist. Das Unwissen über den eigentlichen Standort der Skulptur kommt dadurch zustande, dass das Werk erst bei der Restaurierung des Doms zwischen 1826 und 1834 gefunden wurde. Man fand es, wie auch die Skulptur der hl. Katharina, in einem hölzernen Verschlag einer Chorkapelle und stellte es in der Chorscheitelkapelle auf. Wie bereits erwähnt, steht die Skulptur seit den 1960er Jahren an der Innenseite des Chorquadratpfeilers.
Aufgrund der Erkenntnisse über die Haltung der nicht mehr vorhandenen Beine vermutete man in der Statue eine Portalfigur. Es gibt aber auch Theorien dazu, dass sie als Paarfigur mit St. Katharina fungierte oder auch mit ihr einen Teil des Bildprogramms der Nordfassade bildete.
 Fritz Bellmann entwickelte zum ursprünglichen Standort der Statue eine Lettnerthese, die im Folgenden kurz erläutert wird.

### Die Lettnerthese
Mit seiner Lettnerthese entwickelte Fritz Bellmann ein Konzept, nach dem sämtliche Figuren der Jüngeren Werkstatt im Magdeburger Dom für einen Lettner entstanden seien. Dieser soll zwischen dem im Mittelschiff befindlichen zweiten Pfeilerpaar geplant gewesen sein. Dabei orientierte er sich an einem zuvor dagewesenen Lettner, der 1804 abgebrochen war und einem an jener Stelle dokumentierten Fundament.
Für die Mauritius-Skulptur nahm Bellmann eine „seitlich rahmende Aufstellung“ an.
Über die Lettnerthese wurde viel diskutiert und man kam schließlich zu dem Entschluss, dass diese „keinen runden Beweis“ erbringe.

### Stilistische Zuordnung
Stilistisch ordnet man die Statue der jüngeren Magdeburger Dombauhütte zu, woraus auch die Datierung um 1240/50 resultiert. Durch die Stückeltechnik schreibt man sie, wie bereits erwähnt, dem Reitermeister zu, der wohl in der Werkstatt tätig war und auch verantwortlich für den Magdeburger Reiter sein soll. Ein weiterer Hinweis auf die jüngere Dombauhütte ist auch die besonders detailgetreue und lebensnahe Ausführung der Rüstung des Mauritius.
Da es keine vergleichbare Abbildung des Mauritius gibt, ist eine stilgeschichtliche Einordnung der Skulptur nicht einfach.

### Hintergrund des Dargestellten und dessen Verehrung in Magdeburg
Der Legende nach war Mauritius der Führer der thebäischen Legion, die dazu aufgefordert wurde, an der Christenverfolgung mitzuwirken. Da die Legion selber nur aus Christen bestand, setzten sie sich über den Auftrag hinweg. Sie wurden auf Befehl des Kaisers angegriffen. Mauritius sprach seiner Armee Mut zu und stärkte ihre Überzeugung, sodass sie nicht einknickten.
So wurden sowohl er als auch seine Legion getötet.
Der hl. Mauritius war der Lieblingsheilige des Kaisers Otto des Großen. Magdeburg wurde zum Lieblingsaufenthaltsort Ottos und so machte er den Grenzstapelplatz in Magdeburg zur „Pflegestätte der Verehrung“ des Mauritius. Mit der wachsenden Bedeutung und Stärke der Stadt wuchs schließlich auch die Mauritiusverehrung.

## Vorbilder und Vergleiche

### Der Bamberger Ritterkopf
Johann Joseph Morper vermutete, der Ritterkopf des Bamberger Doms solle als Vorbild für die Magdeburger Skulptur gedient haben. Wie auch bei der Skulptur des Mauritius handelt es sich bei dem Ritterkopf um ein Fragment. Der Kopf ist ebenfalls von einer aus Ketten bestehenden Helmbrünne umschlossen, über der er jedoch einen Spitzhelm trägt. Obwohl der Kopf im Gegensatz zu der Magdeburger Skulptur hellhäutig ist, interpretierte Morper diesen als hl. Mauritius.

### Mauritius im Fenstergemälde des Naumburger Doms
Im Naumburger Dom befindet sich im Westchor ein Fenstergemälde, auf dem Mauritius abgebildet ist. Gude Suckale-Redlefsen vermutete einen Bezug jener Glasmalerei zur Skulptur des Magdeburger Doms. In dieser Darstellung trägt er statt einer Rüstung ein fürstliches Gewand mit einer Suckenie. Vor dem linken Bein befinden sich ein Schwert sowie ein Schild. Auffällig sind die unter seiner Kappe hervortretenden schwarzen Locken. Die Hände sind bläulich gefärbt und können mit den Locken auf eine dunkelhäutige Charakterisierung deuten, wodurch schließlich der Bezug zur Mauritius-Skulptur hergestellt wurde.